# バーヴナガル県
バーヴナガル県は、インドのサウラシュトラ半島に位置するグジャラート州の県である。古代にはバーヴナガル地方の重要な部分として「ゴヒルウァー」としても知られていたが、ゴヒルのラージプートに支配され、イギリス領インド帝国時代にはゴヘルワド・プラントと命名された。県の中心はバーヴナガルである。

## 地理

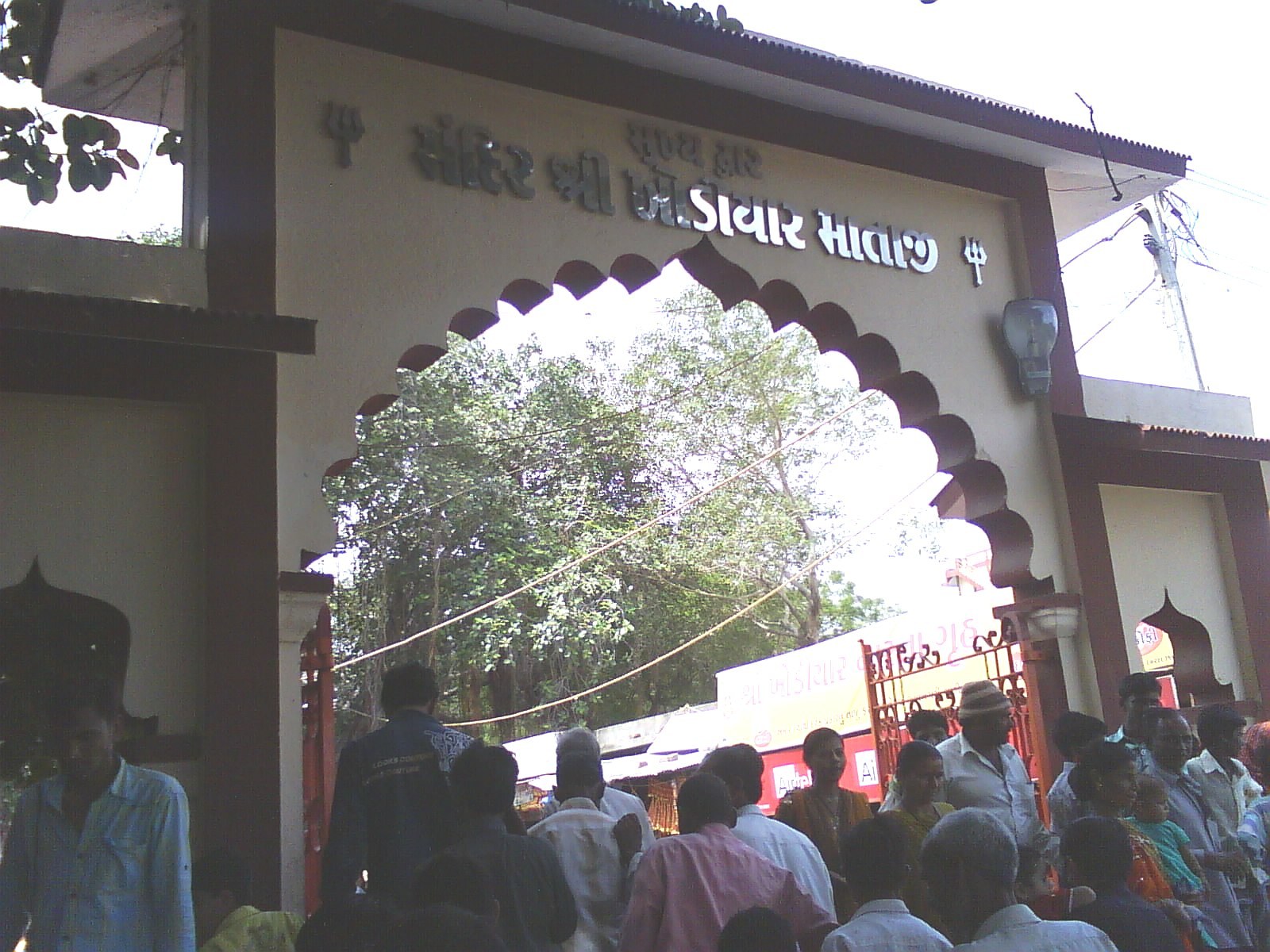
シュリ・コーディヤール・マンディアーの正門

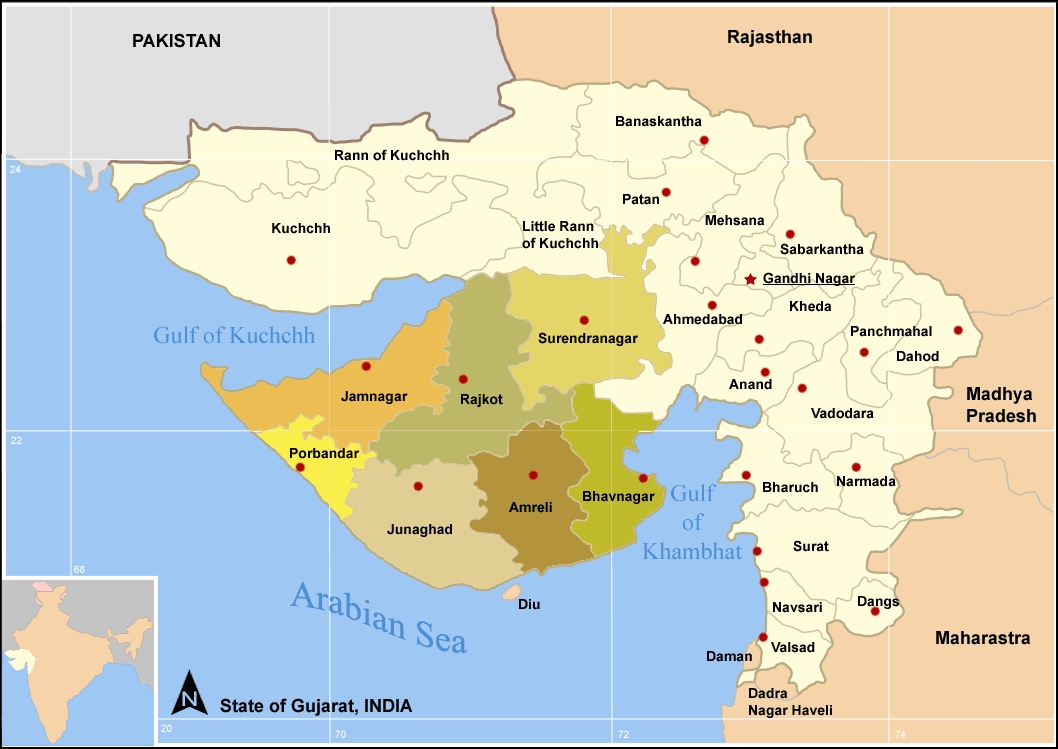
グジャラート州、サウラストラの県

バーヴナガル県は8334km2以上の面積を持っており、沿岸部は沖積層の土地である。
バーヴナガル県は北東部はアフマダーバード県、北西部はボタド県、東部と南部はカンブファット湾、西部はアムレーリー県と接している。

## 歴史
バーヴナガル州はイギリス領インド帝国時代にゴヒルのラージプートによってサルート藩王国となっていた。
2013年8月にボタド、ガドハダの2つのテシルがバーヴナガル県から独立し、新たにボタド県が作られた。

## 行政区分
バーヴナガル県はバヴナガール、シホール、ウマララ、ガリヤドファー、パリタナ、マフーバ、タラジャ、グォーグァ、ジェサール、ヴァーラブヒプールの10のテシルに分けられている。県内には800の村がある。

## 人口
2011年の国勢調査によると、バーヴナガル県の人口は238万8291人であり、ジャマイカやアメリカ合衆国のカンザス州の人口とほぼ同じである。これはインドの全640県の内、133位の人口である。県の人口密度は、1km2あたり288人である。2001年から2011年までの人口増加率は16.53%であった。バーヴナガル県の性比は男性1,000人ごとに女性が931人であり、識字率は76.84%である。

## 主な名所

### 歴史的な名所
バーヴナガル県には数多くの歴史的名所があるがその中でも、
- タレジャの仏陀洞窟
- ラウヒーシャラの七姉妹の像
- バーヴナガルの街中にあるケーサント・サークルにあるマハトマ・ガンディーとサーダー（英語版）の記念碑

が有名である。

### 自然遺産

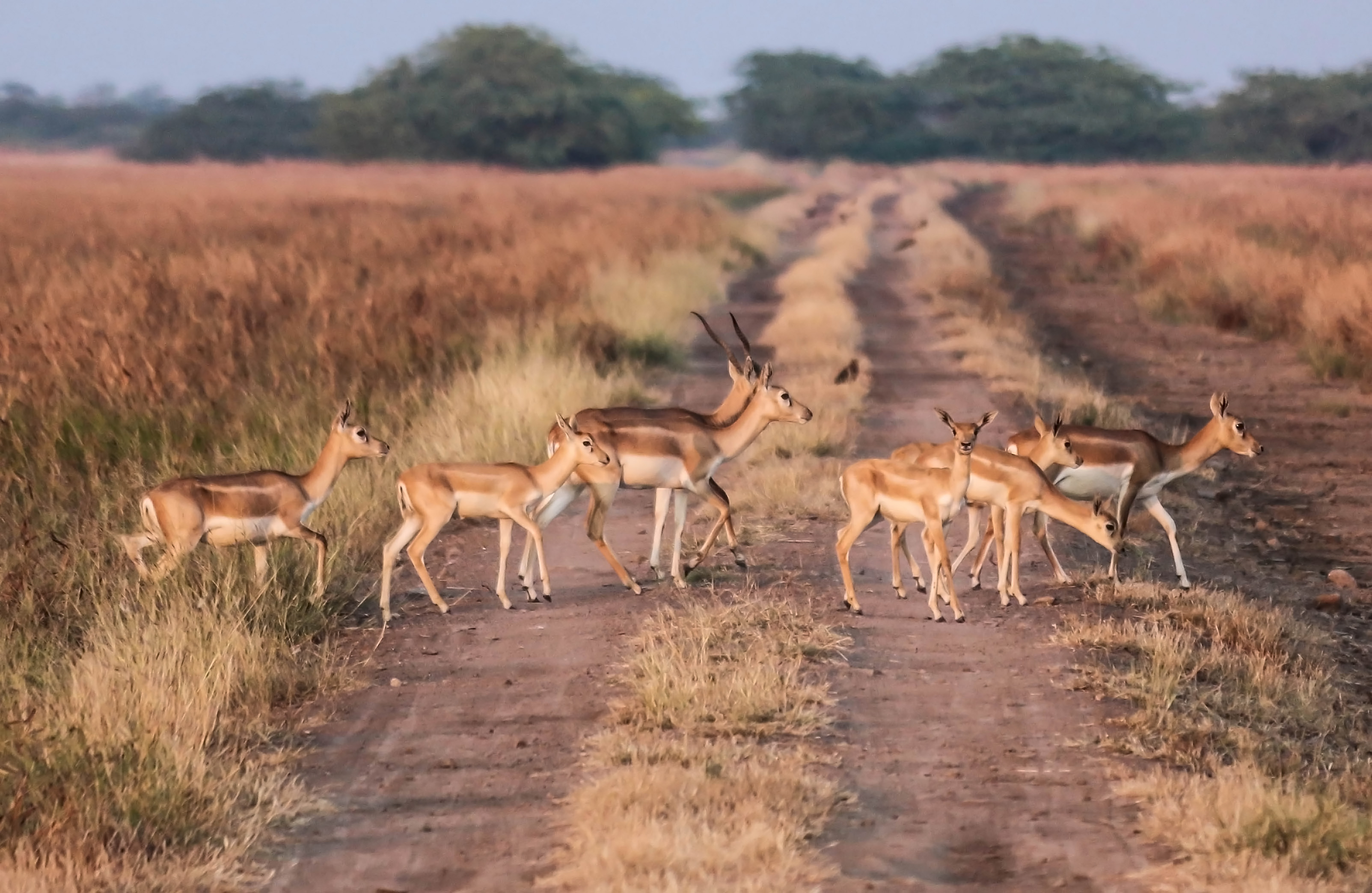
ブラックバック国立公園

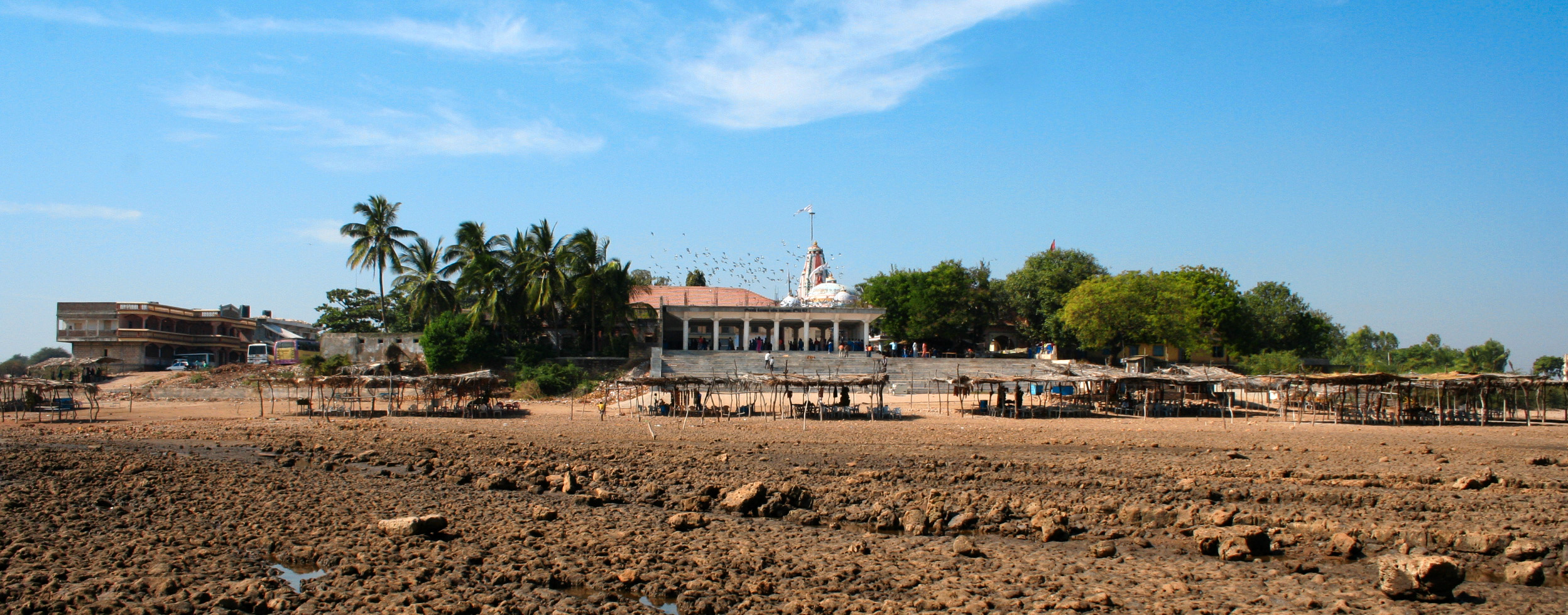
ゴップナスビーチのゴップナスマンディール

ベラバデダールにあるブラックバック国立公園はインド唯一のサバナであり、国立公園として知られている。その面積は34.08km2に及び、主にブラックバック、レイヨウ、ニルガイ、オオカミ、ジャッカル、ハイエナ、ジャングルキャット、キツネ、イノシシなどが生息している。フサエリショウノガン、インドショウノガン、オオヅル、モモイロペリカン、モンタギュー、ウスハイイロチュウヒなどの絶滅の恐れがある鳥類もこの公園を棲家としている。カラフトワシ、カタシロワシ、ボネリークマタカ、チュウヒワシ、ニシオオノスリなどの大型鳥もよく見られる。この公園の気候は渡り鳥の繁殖に適した気候となっている。
ピラム島はグォーグァから約6km離れた沖合にある島であり、約3500万年前にできたといわれている。多くの限られた範囲にのみ生息する種や絶滅危惧種などの多様性があることで知られている。この島には1325年に建てられた荒廃した要塞がある。また、この島にはマングローブの植生があり、絶滅のおそれがあるヒメウミガメ、アオウミガメの巣がある。そしてほとんどが海鳥である約50種の鳥類が生息している。